# クリスチャン・ヴァディム
クリスチャン・ヴァディム（Christian Vadim、1963年6月18日 - ）は、フランスの俳優。

## 出演作品

### 映画
- さよなら夏のリセ（フランス語版）
- 満月の夜（フランス語版）
- ジェラシー
- アガサ・クリスティー 奥さまは名探偵 〜パディントン発4時50分〜（フランス語版）
- 皇帝と公爵

### テレビドラマ
- スカイナイツ（フランス語版）
- 戦場のキックオフ

### CM
- サントリー赤玉パンチ